# أسفل العسلة (ردفان)

تعديل مصدري - تعديل

اسفل العسلة هي إحدى قرى عزلة الحبيلين بمديرية ردفان التابعة لمحافظة لحج، بلغ تعداد سكانها 22 نسمة حسب تعداد اليمن لعام 2004.